# コンスタンティノス・ボラナキス

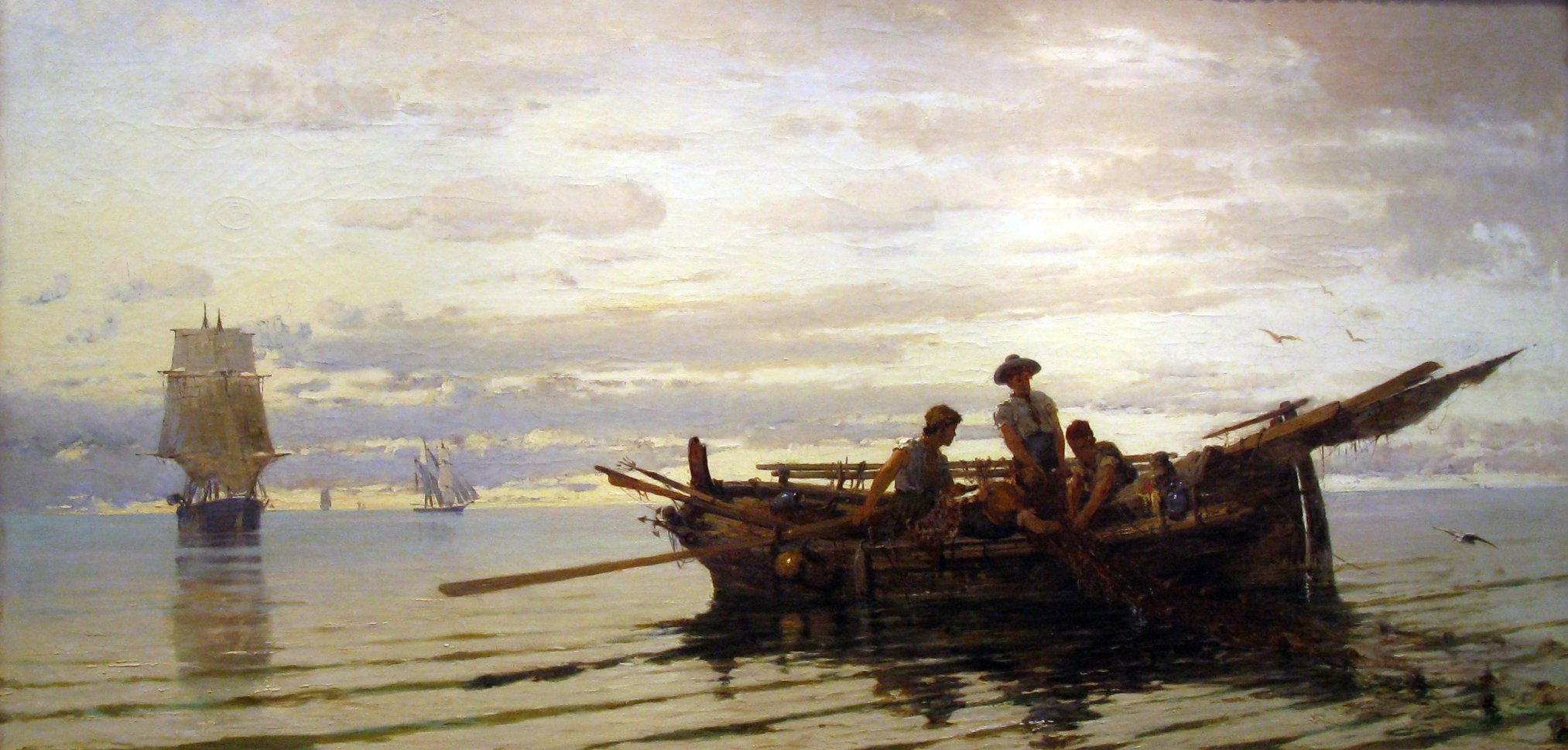
ボラナキス作「漁網の回収 」(1871)
アテネ国立美術館

コンスタンティノス・ボラナキス（Konstantinos Volanakis、ギリシア語: Κωνσταντίνος Βολανάκης、1837年ころ - 1907年6月29日）は、ギリシャの画家である。19世紀ギリシャを代表する海洋画家である。

## 略歴
クレタ島のイラクリオンで生まれた。1856年に家族とシロス島に移り、そこで初等教育を受けた。兄弟たちに勧められ、イタリアの港湾都市のトリエステに行き、家族の親戚のギリシャ商人の会計係として働き始めた。 仕事をしながら、帳簿などに落書きした船や港のスケッチなどから、家族に芸術的才能を認められ、ドイツのミュンヘン美術院に入学できるようにしてもらったとされる。カール・フォン・ピロティに学び、「ギリシャ・ミュンヘン派」と呼ばれるミュンヘンで修行するギリシャ人画家の、ニキフォロス・リトラス（1832-1904）やニコラオス・ギジス（1842-1901）、ポリクロニス・レンベシス（1848-1913）、ゲオルギオス・ヤコビディス（1853-1932）たちの中で活動し 、はじめは肖像画を描いた。
1869年にオーストラリア皇帝フランツ・ヨーゼフ1世が主催する、リッサ海戦（1866年にオーストラリア艦隊がイタリア艦隊に勝利した海戦）を記念する絵画コンクールで優勝して、海洋画家として評価されるようになった。この優勝により、賞金を獲得し、3年間、オーストリア海軍の艦船で自由に航海できる権利を得た 。この権利を行使して、多くの海洋画を描いた。
1883年にギジスには反対されたが、配偶者の健康のために温かいギリシャに帰国し、家族が陶器会社を営んでいたピレウスに住んだ。
帰国した後190年までアテネの美術学校で教師をした。この時教えた学生にはミハリス・オイコノム（Michalis Oikonomou: 1888–1933）がいる。私立の美術学校も運営し、女性画家のラスカリドウ（Sophia Laskaridou: 1876-1965）も教えた 。 
1889年にギリシャの「救世主勲章（Order of the Redeemer）」の銀十字章を受勲するが、大家族を養わなければならなかったことと、作品に人気がなくなったために晩年は貧しい生活を送った。
1907年にピレウスで亡くなった。

## 作品

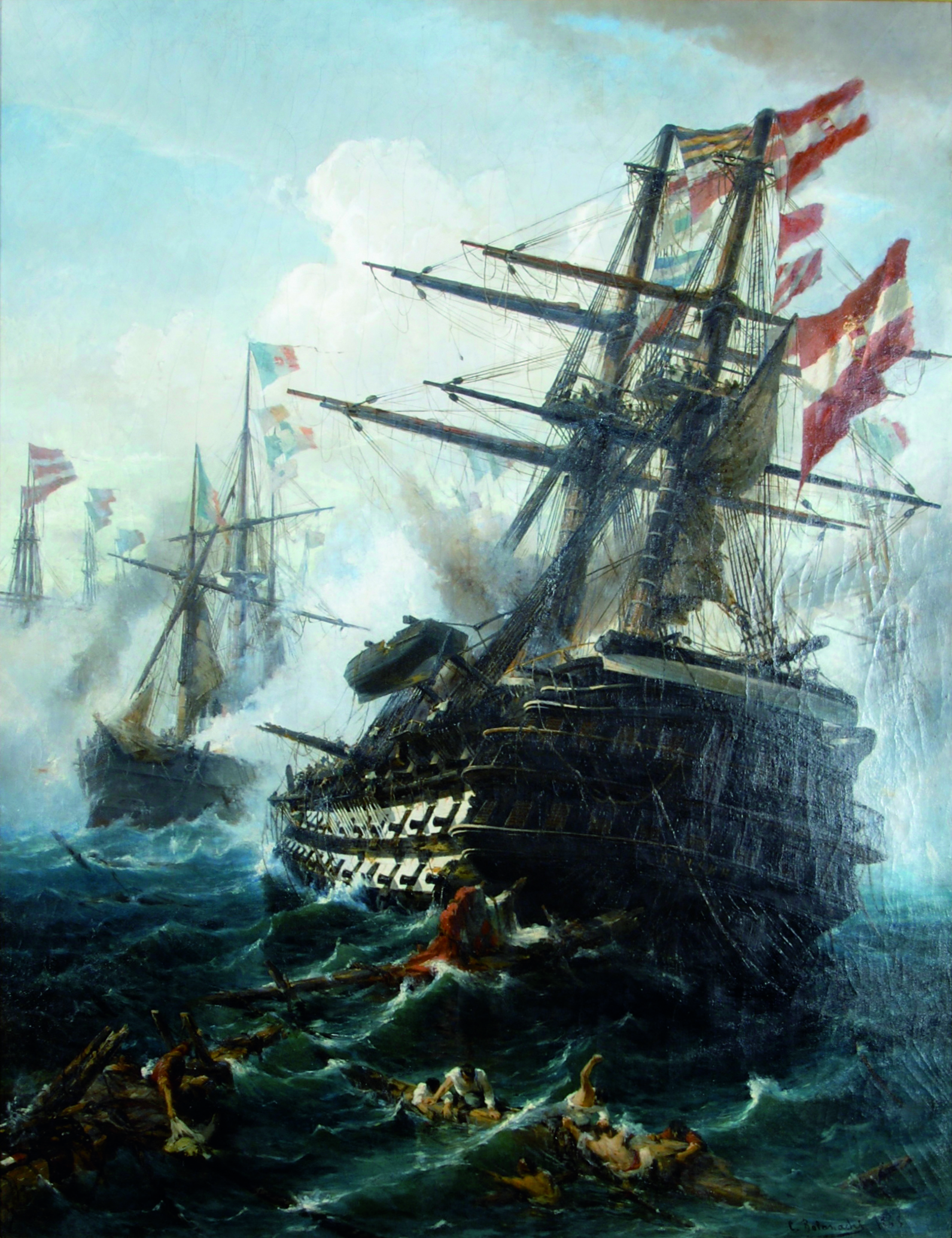
リッサ海戦の"SMS Kaiser"　(1868) オーストリア・ギャラリー
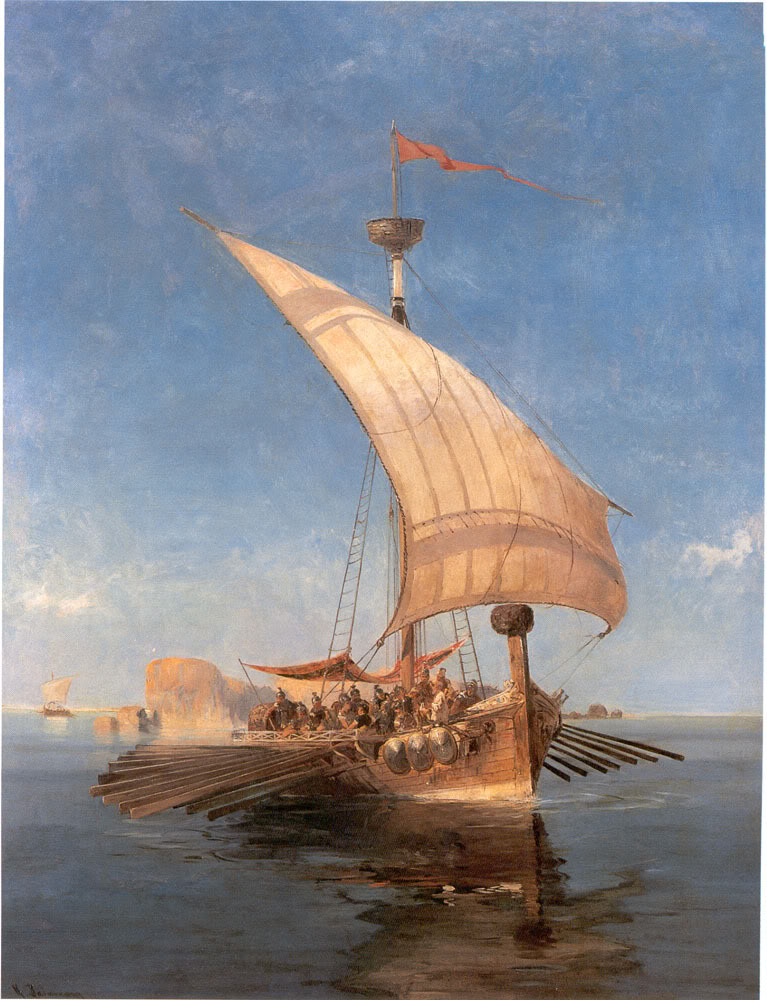
アルゴー船、個人蔵
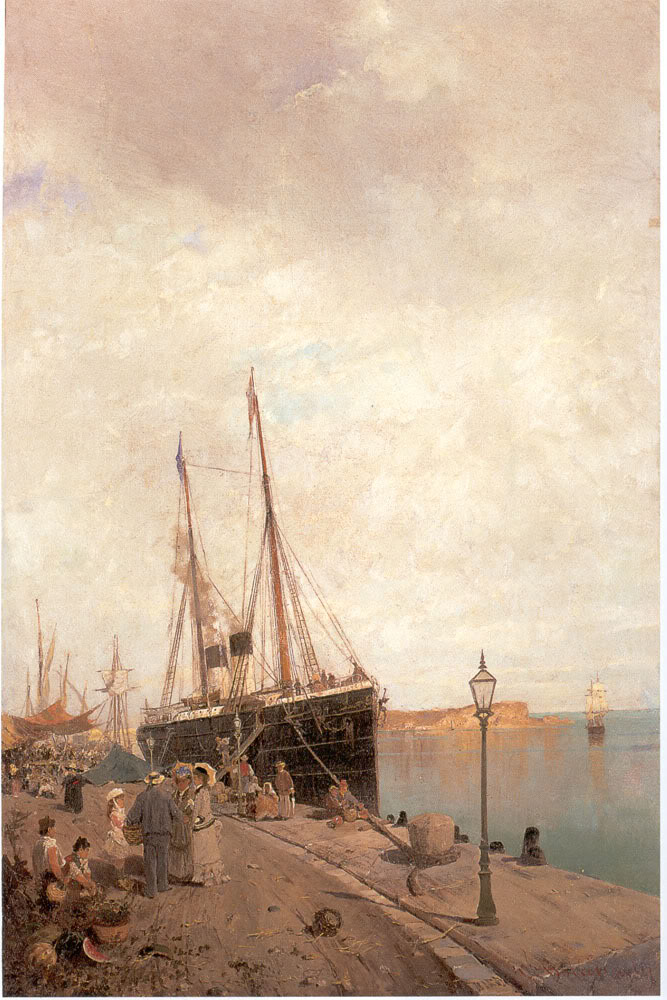
"At the dock" Bank of Greece Art Collection
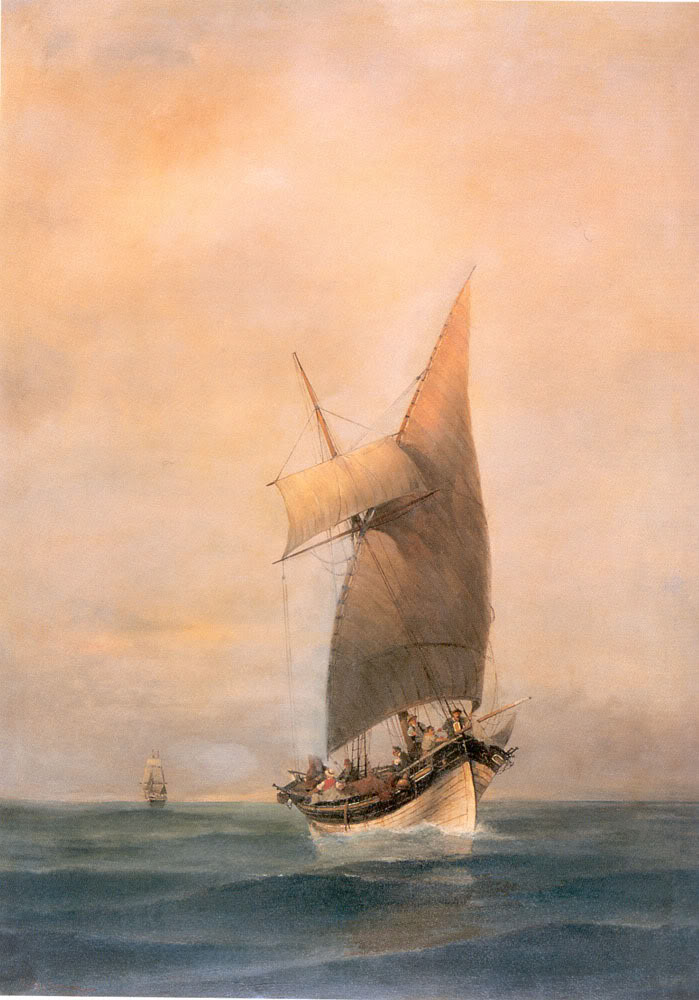
帆船